# Maurek
Maurek (Scotoecus) – rodzaj ssaków z podrodziny mroczków (Vespertilioninae) w obrębie rodziny mroczkowatych (Vespertilionidae).

## Rozmieszczenie geograficzne
Rodzaj obejmuje gatunki występujące w Czarnej Afryce i Azji Południowej.

## Morfologia
Długość ciała (bez ogona) 47–65 mm, długość ogona 27–41 mm, długość ucha 9–15 mm, długość tylnej stopy 6–11 mm, długość przedramienia 28–40 mm; masa ciała 5–15 g.

## Systematyka
Rodzaj zdefiniował w 1901 roku angielski zoolog Oldfield Thomas w artykule zatytułowanym Nowy nietoperz mroczkowaty z Brytyjskiej Afryki Wschodniej wraz z opisem nowego rodzaju tej grupy, opublikowanym w czasopiśmie „The Annals and magazine of natural history”. Gatunkiem typowym jest (oryginalne oznaczenie) maurek jasnoskrzydły (S. albofuscus).

### Etymologia
Scotoecus: gr. σκοτος skotos ‘ciemność, mrok’; οικος oikos ‘mieszkanie, siedlisko’, οικεω oikeō ‘zamieszkiwać’.

### Podział systematyczny
Do rodzaju należą następujące występujące współcześnie gatunki:
| Grafika | Gatunek              | Autor i rok opisu | Nazwa zwyczajowa      | Podgatunki         | Rozmieszczenie geograficzne | Podstawowe wymiary                                                 | Status IUCN |
| ------- | -------------------- | ----------------- | --------------------- | ------------------ | --- | ------------------------------------------------------------------ | ----------- |
|         | Scotoecus pallidus   | (Dobson, 1876)    | maurek pustynny       | gatunek monotypowy | Pakistan (Pendżab, Sindh) i północne Indie (od Himachal Pradesh na wschód do Bengalu Zachodniego); być może Maharasztra (środkowe Indie); zakres wysokości: 0–2500 m n.p.m. | DC: 4,7–5,9 cm DO: 2,7–4,1 cm DP: 3,4–3,9 cm MC: 9–14,3 g          | LC          |
|         | Scotoecus hirundo    | (de Winton, 1899) | maurek ciemnoskrzydły | gatunek monotypowy | od Senegalu na wschód do wschodniego Sudanu Południowego, Sudanu i Etiopii, na południe przez Ugandę, Kenię i Tanzanię do Malawi                                            | DC: około 4,3 cm DO: brak danych DP: około 3,2 cm MC: brak danych  | LC          |
|         | Scotoecus albigula   | O. Thomas, 1909   |                       | gatunek monotypowy | rozproszony w Somalii, Ugandzie, Kenii, Angoli, Zambii, Malawi i Mozambiku; być może Tanzania                                                                               | DC: około 5,8 cm DO: około 3,5 cm DP: około 3,5 cm MC: brak danych | NE          |
|         | Scotoecus hindei     | O. Thomas, 1901   |                       | gatunek monotypowy | Nigeria i Kamerun, Afryka Wschodnia w Sudanie Południowym, Etiopii, Demokratycznej Republice Konga, Ugandzie, Kenii, Tanzanii, Zambii, Malawi i Mozambiku                   | DC: brak danych DO: brak danych DP: 3,5–3,7 cm MC: brak danych     | NE          |
|         | Scotoecus albofuscus | (O. Thomas, 1890) | maurek jasnoskrzydły  | 2 podgatunki       | nierównomiernie od Senegalu i Gambii na wschód do Kamerunu i od północnej Ugandy i południowej Kenii na południe do północno-wschodniej Południowej Afryki                  | DC: 4,9–5,4 cm DO: 2,7–4,1 cm DP: 2,9–3,4 cm MC: 5–9,5 g           | DD          |

Kategorie IUCN:  LC  – gatunek najmniejszej troski,  DD  – gatunki o nieokreślonym stopniu zagrożenia;  NE  – gatunki niepoddane jeszcze ocenie.
Opisano również gatunek wymarły z plejstocenu dzisiejszej Tanzanii:
- Scotoecus olduvensis Gunnell, Butler, Greenwood & Simmons, 2015